# Juan Alberto Espil
Juan Alberto Espil (Bahía Blanca, Argentina, 5 de gener de 1968) és un exjugador de bàsquet argentí. Amb 1.95 m d'alçada la seva posició a la pista era la d'escorta.

## Carrera esportiva
Es va formar al "Club Atlético Liniers" argentí, debutant professionalment l'any 1988 al Club Estudiantes de Bahía Blanca, on va jugar fins a l'any 1992. Encara va jugar en altres dos equips argentins més, el GEPU de San Luís (amb qui va guanyar la lliga) i l'Atenas Córdoba, abans de fer el salt a la lliga espanyola la temporada 1996-97, quan va fitxar pel TAU Baskonia. A Vitòria va guanyar una Copa del Rei i va ser subcampió de lliga. La temporada 2000-01 va jugar a l'Aeroporti Roma de la lliga italiana, i en la 2001-02 va retornar a l'ACB per jugar al Joventut de Badalona. Després de dues temporades a Badalona va signar contracte amb el Ricoh Manresa, on va jugar també dues temporades. Després va jugar un any al CB Tenerife, un altre més al Iurbentia Bilbao, i una darrera temporada a Espanya jugant al Manresa novament. La temporada 2008-09 fitxa pel Boca Juniors i ja no es mou de la lliga argentina. Un any després canvia de club per jugar al "Club Atlético Obras Sanitarias de la Nación", per passar a jugar les seves darreres dues temporades al Club Estudiantes de Bahía Blanca.

### Selecció argentina
Va ser internacional amb la selecció argentina, aconseguint una medalla de bronze en la Copa de les Amèriques de 1993 celebrada a Puerto Rico, una medalla d'or als Jocs Panamericans de 1995, una medalla de plata al Campionat Sud-americà de 1999 i una medalla de bronze també el 1999 al Torneig de les Amèriques.